# Île accessible à marée basse

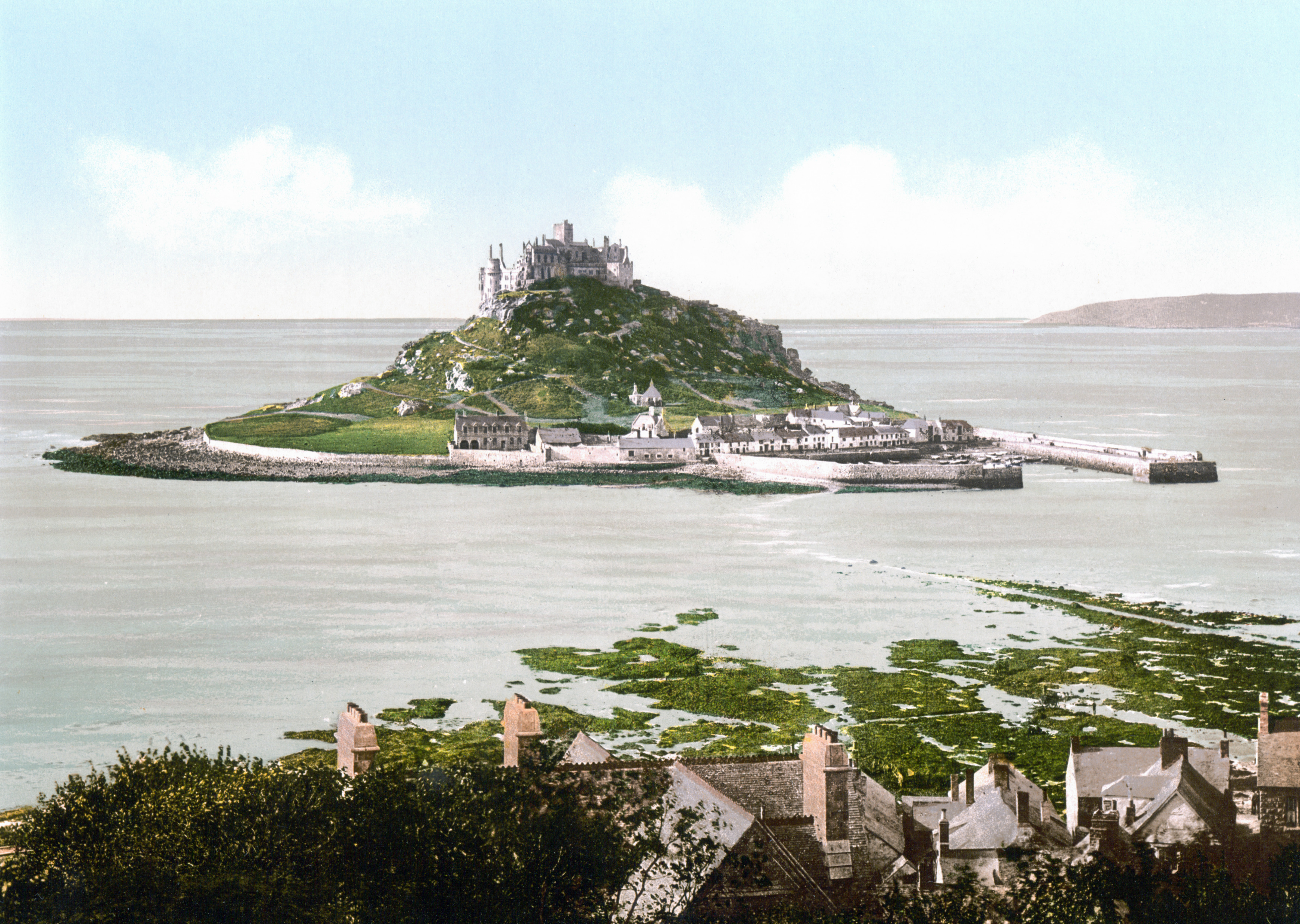
Le Mont-Saint-Michel, en Cornouailles, à marée haute en 1900.

Une île accessible à marée basse est, comme son nom l'indique, une île qui, lorsque la marée est basse, est reliée à un autre corps terrestre (continent ou île) par une zone d'estran totalement dégagée d'eau. Ce phénomène ne se produit que dans les endroits où le marnage est suffisamment important. De telles îles ne sont donc entourées d'eau que lorsque la marée est haute, voire seulement aux plus forts coefficients de marée.
Il arrive fréquemment que de telles îles portent des constructions particulières (châteaux, abbayes, etc.) et qu'elles soient accessibles par une chaussée isthmique, submergée la plupart du temps.
Cette zone, submergée temporairement, est appelée estran, ou zone intertidale (d'après l'anglais intertidal zone, qui correspond aux terres inondées aux hautes marées, tide lands).

## Dénomination
Il n'existe pas en français de dénomination établie pour une telle île. On trouve en revanche des termes clairement définis dans d'autres langues. Ainsi, l'anglais utilise soit l'expression tidal island, littéralement « île maréale », soit l'expression tied island dont la traduction serait « île rattachée (à la côte) ». L'allemand, lui, emploie l'expression Gezeiteninsel.
Diverses appellations peuvent  être trouvées dans la littérature francophone comme « île de marée » ou « île intertidale ».

## Quelques îles accessibles à pied

### Dans le monde
- Koh Nang Yuan en Thaïlande
- Haji Ali Dargah en Inde
- Sveti Stefan au Monténégro
- St Mary's Island en Angleterre
- Saint Michael's Mount en Angleterre
- Lindisfarne en Angleterre
- L’Écosse possède 17 de ces îles dont Eilean Tioram
- Rocher Percé au Canada...

### En France
- Le Mont-Saint-Michel[2] et Tombelaine dans la Manche
- Noirmoutier en Vendée
- île Madame en Charente-Maritime
- Île Énet en Charente-Maritime
- Île de Berder dans le Morbihan
- Île Tascon  dans le Morbihan
- Sept Îles  dans le Morbihan
- Archipel des Ébihens dans les Côtes-d'Armor
- Île Milliau dans les Côtes-d'Armor
- Îlot Saint-Michel dans les Côtes-d'Armor
- Île Callot dans le Finistère
- Île de Sieck dans le Finistère
- Île Wrac'h dans le Finistère...